# ريك كون
ريك كون (بالإنجليزية: Rick Kuhn)‏ هو اقتصادي أسترالي، ولد في 18 سبتمبر 1955.